# カドゥナ州

カドゥナ州
Kaduna
جىِهَر كَدُنا; مدينة كدونا, 𞤤𞤫𞤴𞤣𞤭 𞤳𞤢𞤣𞤵𞤲𞤢, Si̱tet Ka̱duna州の愛称: 自由な州

カドゥナ州 (カドゥナしゅう、英語：Kaduna State、ハウサ語: Jihar Kaduna جىِهَر كَدُنا; مدينة كدونا; フラニ語: Leydi Kaduna, 𞤤𞤫𞤴𞤣𞤭 𞤳𞤢𞤣𞤵𞤲𞤢、カタブ語：Si̱tet Ka̱duna) は、ナイジェリアの中北部の州。州都はカドゥナ。

## 地理
北東にカノ州、バウチ州、南東にプラトー州、ナサラワ州、南西にアブジャ首都圏、ナイジャ州、北西にザムファラ州と接する。

## 歴史
1967年に当時の北部州が6分割されて北部中央州として設置された。1976年にカドゥナ州に改名された。1987年には北部がカツィナ州に分割された。

## 産業
州の産業の80%は農業で、綿が主産業である。
他には：ヤムイモ、豆、雑穀（キビ、アワ）、生姜、米、キャッサバなど。
他の重要な産業は畜産：家禽、羊、山羊、豚など。
ミネラル：蛇紋岩、石綿、アメジスト、金

## 行政
カドゥナ州には 23の地方行政区 (Local Government Area, LGA) が置かれている。
| - イガビ - イカラ - カウラ - カウル - カガルコ | - カジュル - カチア - 北カドゥナ - 南カドゥナ | - ギワ - クダン - クバウ - ザリア | - サボン＝ガリ - サンガ - ザンゴ＝カタフ - ジェマア - ジャバ | - ソバ - チクン - ビルニン＝グワリ - マカルフィ - レレ |

## 住民
ハウサ族、グワリ族、カタブ族、バジュ族が主要な民族であるが、36の先住民がいる。

## 治安
2011年の大統領選挙を受けて、イスラム教徒とキリスト教徒の対立が激化。暴動により多数の死傷者が生じた。この地方のイスラム教徒の多くは遊牧民であり、キリスト教徒の多くは農耕民であるため、土地利用の軋轢が宗教上の衝突に発展しやすい素地がある。2014年3月14日から15日にかけてもキリスト教徒の村々が襲撃を受け、100人以上が死亡する事件が発生した。

## 脚註
1. ↑  KADUNA STATE#LANGUAGE州政府公式サイト
2. ↑  ナイジェリア大統領選めぐる暴動、死者500人超か（AFP.BB.NEWS）2011年04月25日13:53
3. ↑  “ナイジェリアの村を武装集団が襲撃、100人殺害”. AFP (フランス通信社). (2014年3月17日) 2014年3月18日閲覧。